# Blender (software)
Blender is een opensourceprogramma voor het maken van 3D-computergraphics en computeranimaties. Het programma is beschikbaar voor verschillende besturingssystemen en wordt geschreven in C, C++ en Python.

## Geschiedenis
Het programma is oorspronkelijk in Nederland ontwikkeld. Door de afwijkende bediening behoorde het niet tot de meest bekende programma's, maar het heeft wel een trouwe groep van gebruikers. Toen het programma enkel via aankoop te verkrijgen was, was het geen daverend succes. Daardoor werd de ontwikkeling op een gegeven moment gestopt en het programma was niet meer verkrijgbaar. Dat leidde tot veel negatieve reacties van trouwe gebruikers. Het bedrijf ging akkoord met het openbaar maken van de broncode, als men 100.000 euro kon voorleggen om de investeerders te recompenseren. De Blender-community verzamelde dit bedrag in slechts 7 weken, waarna de broncode van het programma openbaar gemaakt werd. Hierdoor werd de ontwikkeling voortgezet als opensourceprogramma.
Het Blender Institute, onderdeel van de Blender Foundation, ontwikkelt opensourceprojecten, zoals films, die de ontwikkeling van Blender ook voortdrijven: de functionaliteit die men nodig heeft voor de projecten wordt gaandeweg toegevoegd aan Blender. Projecten waar men aan gewerkt heeft zijn Elephants Dream (2006), Big Buck Bunny (2008), Yo Frankie! (2008), Sintel (2010), Tears of Steel (2012), Cosmos Laundromat (2015), Agent 327 (2017) en Spring (2019).

## Industrieel gebruik

### Film
2000's
- Spider-Man 2 (3D-animatie)
- Vendredi ou un autre jour (3D-effecten)
- Elephants Dream
- Big Buck Bunny
- Brendan: Het Geheim van Kells (3D-effecten)

2010's
- Plumíferos
- Sintel
- Tears of Steel (3D-effecten)
- The Missing Scarf (3D-animatie)
- Captain America: The Winter Soldier (3D-effecten)
- Alike
- Cosmos Laundromat
- Hardcore Henry (3D-effecten)
- Lights Out (3D-effecten)
- Agent 327
- Wonder Woman (3D-effecten)
- Annabelle: Creation (3D-effecten)
- Gatta Cenerentola
- Prospect (3D-effecten)
- Next Gen
- Ralph Breaks the Internet
- Spring
- The Unlucky Hamster

2020's
- La Source des Montagnes
- Le Roi Tulipe
- Service Apres Vie
- Hope
- Cliché
- Creep It Secret
- A way home
- Bourdonnement
- Zona
- La projectionniste
- Operation Tigerpool
- Bibi
- Hold Up
- Mésozoïque Alternatif
- Maya y los tres
- Sprite Fright
- Au rythme de l'eau
- A Cookie's Adventure
- Swing to the moon
- Matriochka
- Létal Morbier
- Ce fruit
- Mr Flower
- Bas les pattes
- Spider-Man: Across the Spider-Verse
- All Aboard!
- Wing It!
- Mary
- Flow

### Televisie
- Piwi (stations-ID's en promo's)
- Dessine avec Piwi[7][8]
- Bouge avec Mimik[9]
- JouéClub (advertenties)
- Backstage Idol Story (バックステージ・アイドル・ストーリー)
- Red Dwarf (3D-effecten; aflevering 6)
- The Man in the High Castle (3D-effecten)
- KochinPa! (コチンPa!)
- 3-nen D-gumi Glass no Kamen (3ねんDぐみガラスの仮面)
- Ikemen Sengoku: Toki wo Kakeru ga Koi wa Hajimaranai (イケメン戦国◆時をかけるが恋は始まらない)
- Onyankopon (おにゃんこポン)
- Oretacha Youkai Ningen G (俺たちゃ妖怪人間G)
- Devidol! (でびどる!)
- Himote House (ひもてはうす)
- Idolls! (アイドールズ!)
- Tropical-Rouge! Pretty Cure (トロピカル〜ジュ!プリキュア; 3D-animatie)
- Codename X (코드네임 X)
- Wonderful Pretty Cure! (わんだふるぷりきゅあ!; 3D-animatie)
- Green Apple Paradise (청사과 낙원)

### Computerspel
- Yo Frankie!
- VRChat

### Muziekvideo's
- La Vaca Tomasa - Patylu (3D-animatie)
- La Casita de Patylu - Patylu (3D-animatie)
- Bonne fête Maman ! - Piwi[10] (3D-animatie)
- Bonne fête Papa ! - Piwi[11] (3D-animatie)
- Twinkle Twinkle Little Star - Super Simple Songs
- Little Snowflake - Super Simple Songs
- Sweet Dreams (Goodnight Song) - Super Simple Songs

## Mogelijkheden
Blender heeft onder meer de volgende mogelijkheden:
- Verschillende mogelijkheden voor modelleren, zoals: polygon meshes, NURBS, metaballs, en vectorfonts.
- Het lezen en schrijven van verschillende 3D-bestandsformaten, zoals die van Wings 3D, 3ds Max, LightWave, etc.
- Het maken van animaties, met: inverse kinematics, skeletal- en lattice-vervormingen, keyframes, niet-lineaire animatie, constraints, vertex weighting en statische of dynamische deeltjes die rekening met de voorwerpen houden.
- Een geïntegreerde, niet-lineaire videobewerker. Hierin kan men videoclips mengen met geluid en effecten toevoegen. Dankzij de functie "Camera Tracking", waarbij men de beweging van de echte camera nabootst met de Blender-Camera door middel van een algoritme, kan men ook gemakkelijk 3D-content mengen met echte beelden. Deze digitale toevoegingen worden ook wel VFX (visual effects) genoemd. Meerdere functies hiervoor werden toegevoegd, uitvoerig getest en verbeterd tijdens het "Mango Open Movie Project", waarbij men enkel Blender en andere open source-software gebruikte om een korte film te maken en van speciale effecten te voorzien.

## Bediening
De bediening van Blender is lang een kritiekpunt geweest en reden dat veel professionals niet zijn overgestapt op de software. Sinds Blender 2.8 is de bediening van Blender gestroomlijnd en sluit die een stuk beter aan bij andere vergelijkbare software pakketten. Ook vraagt Blender als het voor het eerst opstart direct welke bediening de gebruiker wil gebruiken. De standaardkeuzes die worden aangeboden zijn: 
- Blender (de standaard Blender-bediening vanaf versie 2.8)
- Blender 27x (de standaard Blender-bediening van versies voor 2.8)
- Industry Compatible (bediening vergelijkbaar met andere populaire 3D-Software)

De standaardbediening van Blender versie 2.8 en later lijkt meer op de industriestandaard dan de standaardbediening voor versie 2.8. Wel zijn er nog enkele verschillen, deze zijn vooral bewaard gebleven om de identiteit van Blender te behouden en om voor de bestaande gebruikers van Blender niet te veel te veranderen.

### Animaties gemaakt met Blender
|  |  |  |

## Blender Game Engine
De Blender Game Engine is een game engine in Blender waarmee computerspellen ontwikkeld kunnen worden. De Blender Game Engine is niet meer aanwezig in Blender vanaf versie 2.80. Blender raadt Godot aan als alternatief voor Blender Game Engine.